# Escudo de Vilanova de Bellpuig

Representación del escudo de armas de Vilanova de Bellpuig.

El escudo de armas de Vilanova de Bellpuig es un símbolo del municipio español de Vilanova de Bellpuig y se describe, según la terminología precisa de la heráldica, por el siguiente blasón:

«Escudo en losange de ángulos rectos: de oro, tres fajas vibradas de sable; resaltando sobre el todo una flor de lis de azur. Al timbre, una corona mural de pueblo.»

## Diseño
La composición está formada sobre un fondo en forma de cuadrado apoyado sobre una de sus aristas (escudo de ciudad o embaldosado) según la configuración difundida en Cataluña al haber sido adoptada por la administración en sus especificaciones para el diseño oficial, de color amarillo vivo (oro), y distribuidas sobre el fondo, tres franjas horizontales cuyos perfiles exteriores se hallan formados por dientes angulados (fajas vibradas) de color negro (sable) y encima de todo (resaltando sobre el todo o brochante), una representación heráldica de la flor de lis de color azul (azur).
El escudo está acompañado en la parte superior de un timbre en forma de corona mural, que es la adoptada por la Generalidad de Cataluña para timbrar genéricamente a los escudos de los municipios. En este caso, se trata de una corona mural de pueblo, que básicamente es un lienzo de muralla amarillo (oro) con puertas y ventanas en negro (cerrado de sable), con cuatro torres almenadas, tres de ellas vistas.

## Historia
Este blasón fue aprobado el 25 de septiembre de 1989 y publicado en el DOGC nº 1.205 de 11 de octubre del mismo año.

Escudo de Armas de los Anglesola, antiguos señores jurisdiccionales de Vilanova de Bellpuig.

Se trata de armas arqueológicas de vasalleje y advocativas hagiográficas. El escudo de oro con tres franjas vibradas son las armas de los Anglesola, linaje al que pertenecía Guillem IV de Anglesola, barón de Bellpuig y señor del lugar. La flor de lis hace alusión a la veneración de la virgen del Lirio, coincidiendo con la fiesta mayor del pueblo.